# Уснарка
Уснарка — річка в Польщі й Білорусі у Сокульському повіті й Берестовицькому районі Підляського воєводства й Гродненській області. Ліва притока річки Свіслоч (басейн Німану).

## Опис
Довжина річки 12 км (на території Білорусі 7 км), похил річки 3,4 м/км, площа басейну водозбору 86 км². Формується безіменними струмками та загатами.

## Розташування
Бере початок на північно-східній околиці села Гаркавіче (гміна Шудзялово). Тече переважно на північний схід від села Ґжибовщизну та через село Русакі й за 1,6 км на північний схід від села Ігнатовічи впадає в річку Свіслоч, ліву притоку річки Німан.

## Цікаві факти
- У XIX столітті на річці існувало декілька водяних млинів[3].